# Ken Wiesner
Ken Wiesner (Estados Unidos, 17 de febrero de 1925) fue un atleta estadounidense, especialista en la prueba de salto de altura en la que llegó a ser subcampeón olímpico en 1952.

## Carrera deportiva
En los JJ. OO. de Helsinki 1952 ganó la medalla de plata en el salto de altura, con un salto de 2.01 metros, quedando en el podio tras su compatriota Walt Davis (oro con 2.04 m) y por delante del brasileño José da Conceição (bronce).